# الدورة 48 لمهرجان قرطاج الدولي
انطلقت فعاليات الدورة 48 لمهرجان قرطاج الدولي يوم 5 جويلية 2012 بإدارة فتحي الخراط

## برنامج الدورة 48 لمهرجان قرطاج الدولي[1]
في ما يلي البرنامج المفصل للدورة 48 لمهرجان قرطاج الدولي التي سيحتضنها المسرح الرومي بقرطاج:
- 5 جويلية- الافتتاح / استفتاح / عرض موسيقى تونسي لنخبة من المطربين (تونس )
- 8 جويلية- عرض بالي مسرح اوبيرا بروما (إيطاليا)
- 9 جويلية-عرض الاوركسترا السمفوني بروما (إيطاليا )
- 11 جويلية -عرض مجموعة المائة لعازفي الكمنجة “تزيغان” (المجر)
- 12 جويلية- عرض الفنان صابر الرباعي (تونس/
- 13 جويلية- عرض الفنان حسين الجسمي (الإمارات)
- 14 جويلية- عرض الفنان مارسيل خليفة وفرقة الميادين (لبنان)
- 15 جويلية -عرض الفنان باتريك فييارو (فرنسا)
- 17 جويلية- عرض بالي بولرو دي رافال (روسيا)
- 19 جويلية- عرض الفنان كاظم الساهر / لاني أحبكم اغني نزار قباني ( العراق )
- 20 جويلية- عرض مجموعة البهلوانيين من مقاطعة خبى الصينية (الصين)
- 21 جويلية- عرض الفنانة ليز ماك كومب (الولايات المتحدة الأمريكية)
- 22 جويلية-عرض الفنان بول يونغ (بريطانيا العظمى)
- 24 جويلية- عرض الفنان الفا بلاندي بمشاركة الفنان أحمد الماجري الكوت ديفوار (تونس)
- 25 جويلية- عرض “أغان للوطن وللحرية” / بمناسبة عيد الجمهورية ( تونس)
- 26 جويلية- عرض فرقة الاصايل للفلكلور والتراث العربي الفلسطيني وفرقة أغاني العاشقين (فلسطين)
- 28 جويلية- عرض الفنان رامي عياش والفنان وائل جسار لبنان
- 31 جويلية-عرض الفنان ميكا (الولايات المتحدة الأمريكية)
- 2 أوت-عرض الفنان جمال دبوز (المغرب)
- 3 أوت – عرض الفنانة نجوى كرم والفنان راغب علامة (لبنان)
- 4 أوت- عرض الفنانة أمال ماهر والفنان هاني شاكر مصر
- 6 أوت- عرض /شرق / للفنان نصير شمة / مع نخبة من امهر العازفين من العالم ( العراق )
- 7 أوت- عرض موسيقي من الجماييك /اكوت ديفوار)
- 8 أوت- عرض حوسني سولوديريكس والفنان مافسيل ساليس (تركيا – اليونان )
- 10 أوت – عرض الفنانة أصالة نصري (سوريا/
- 12 أوت -سهرة الشعر العربي وثلاثي جبران (تونس والوطن العربي)
- 15 أوت -عرض الاختتام للفنان ظافر يوسف (تونس).